# Pic Windom
Pour les articles homonymes, voir Windom.
Le pic Windom, en anglais Windom Peak, est un sommet montagneux américain dans le comté de La Plata, au Colorado. Il culmine à 4 292 mètres d'altitude dans les monts Needle. Il est protégé au sein de la forêt nationale de San Juan et de la Weminuche Wilderness.